# Ismenius Cavus
Ismenius Cavus és una formació geològica de tipus cavus a la superfície de Mart, localitzada amb el sistema de coordenades planetocèntriques a 34.73 ° latitud N i 17.71 ° longitud E, que fa 43.11 km de diàmetre. El nom va ser aprovat per la UAI el sis d'agost de 2009 i fa referència a una característica d'albedo.